# Kanton Figeac-1
Der Kanton Figeac-1 ist seit 2015 ein französischer Wahlkreis im Arrondissement Figeac im Département Lot in der Region Okzitanien; sein Hauptort ist Figeac. 

## Gemeinden
Der Kanton besteht aus zwölf Gemeinden und Gemeindeteilen mit insgesamt 10.517 Einwohnern (Stand: 1. Januar 2022) auf einer Gesamtfläche von 135,13 km²:
| Gemeinde         | Einwohner 1. Januar 2022 | Fläche km² | Dichte Einw./km² | Code INSEE | Postleitzahl |
| ---------------- | ------------------------ | ---------- | ---------------- | ---------- | ------------ |
| Béduer           | 732                      | 24,78      | 30               | 46021      | 46100        |
| Boussac          | 182                      | 7,77       | 23               | 46035      | 46100        |
| Cambes           | 347                      | 6,57       | 53               | 46051      | 46100        |
| Camboulit        | 254                      | 5,19       | 49               | 46052      | 46100        |
| Camburat         | 445                      | 8,03       | 55               | 46053      | 46100        |
| Corn             | 238                      | 15,26      | 16               | 46075      | 46100        |
| Faycelles        | 722                      | 14,08      | 51               | 46100      | 46100        |
| Figeac           | 5.526                    | 13,32      | 415              | 46102      | 46100        |
| Fons             | 403                      | 14,95      | 27               | 46108      | 46100        |
| Fourmagnac       | 176                      | 3,78       | 47               | 46111      | 46100        |
| Lissac-et-Mouret | 943                      | 15,55      | 61               | 46175      | 46100        |
| Planioles        | 549                      | 5,85       | 94               | 46221      | 46100        |
| Kanton Figeac-1  | 10.517                   | 135,13     | 78               | 4607       | –            |

1. ↑   Nur der nordwestliche Teil der Gemeinde, der Rest gehört zum Kanton Figeac-2.